# Vochysia angelica
Vochysia angelica é uma espécie de planta do gênero Vochysia e da família Vochysiaceae. 

## Forma de vida
É uma espécie terrícola e arbórea. 

## Descrição
| Caule                                     | Caule                  |
| ----------------------------------------- | ---------------------- |
| casca dos ramos                           | não esfoliante         |
| Folha                                     |                        |
| estípula                                  | persistente            |
| filotaxia                                 | verticilada            |
| forma da lâmina                           | oblanceolada           |
| ápice                                     | arredondado/emarginado |
| base                                      | atenuada               |
| indumento na superfície adaxial da lâmina | ausente                |
| indumento na superfície abaxial da lâmina | ausente                |
| textura                                   | coriácea               |
| margem                                    | plana/subrevoluta      |
| nervura lateral na superfície adaxial     | plana                  |
| nervura lateral na superfície abaxial     | plana                  |
| Sua inflorescência é                      |                        |
| bráctea                                   | decídua                |
| Flor                                      |                        |
| botão-floral                              | reto/recurvado         |
| cálcar                                    | recurvado              |
| pétala                                    | 3                      |
| indumento da antera                       | piloso                 |
| indumento do ovário                       | ausente                |
| estigma                                   | lateral                |
| Fruto                                     |                        |
| forma da cápsula                          | oblonga                |

## Conservação
A espécie faz parte da Lista Vermelha das espécies ameaçadas do estado do Espírito Santo, no sudeste do Brasil. A lista foi publicada em 13 de junho de 2005 por intermédio do decreto estadual nº 1.499-R. 

## Distribuição
A espécie é encontrada nos estados brasileiros de Bahia, Espírito Santo e Rio de Janeiro. 
A espécie é encontrada no domínio fitogeográfico de Mata Atlântica, em regiões com vegetação de floresta ombrófila pluvial.